# Šismatoglotis
Šismatoglotis (lat. Schismatoglottis),  rod vazdazelenih trajnica iz porodice kozlačevki raširen po tropskoj Aziji, najviše u Maleziji. Ostale su mnoge neopisane vrste, posebno na Borneu.
Na popisu je preko 150 vrsta.

## Vrste
1. Schismatoglottis acutifolia Engl.
2. Schismatoglottis adducta S.Y.Wong & P.C.Boyce
3. Schismatoglottis adoceta S.Y.Wong
4. Schismatoglottis ahmadii A.Hay
5. Schismatoglottis amosyui S.Y.Wong, S.L.Low & P.C.Boyce
6. Schismatoglottis antu S.Y.Wong & P.C.Boyce
7. Schismatoglottis ardenii A.Hay
8. Schismatoglottis asperata Engl.
9. Schismatoglottis auyongii S.Y.Wong & P.C.Boyce
10. Schismatoglottis baangongensis S.Y.Wong, Y.C.Hoe & P.C.Boyce
11. Schismatoglottis barbata Engl.
12. Schismatoglottis bauensis A.Hay & C.Lee
13. Schismatoglottis belonis S.Y.Wong, Aisahtul & P.C.Boyce
14. Schismatoglottis bifasciata Engl.
15. Schismatoglottis bogneri A.Hay
16. Schismatoglottis brevicuspis Hook.f.
17. Schismatoglottis cadierei Buchet & Gagnep. ex S.Y.Wong & P.C.Boyce
18. Schismatoglottis caesia S.Y.Wong, P.C.Boyce & Y.C.Hoe
19. Schismatoglottis calyptrata (Roxb.) Zoll. & Moritzi
20. Schismatoglottis camera-lucida P.C.Boyce & S.Y.Wong
21. Schismatoglottis canaliculata Engl.
22. Schismatoglottis ciliata A.Hay
23. Schismatoglottis clarae A.Hay
24. Schismatoglottis clausula S.Y.Wong
25. Schismatoglottis clemensiorum A.Hay
26. Schismatoglottis clivemarshii S.Y.Wong, P.C.Boyce & Kartini
27. Schismatoglottis confinis S.Y.Wong & P.C.Boyce
28. Schismatoglottis conoidea Engl.
29. Schismatoglottis convolvula P.C.Boyce
30. Schismatoglottis crinitissima A.Hay
31. Schismatoglottis crypta P.C.Boyce & S.Y.Wong
32. Schismatoglottis cyria P.C.Boyce
33. Schismatoglottis decipiens A.Hay
34. Schismatoglottis dilecta S.Y.Wong, P.C.Boyce & S.L.Low
35. Schismatoglottis dulosa S.Y.Wong
36. Schismatoglottis ecaudata A.Hay
37. Schismatoglottis edanoi A.Hay
38. Schismatoglottis elegans A.Hay
39. Schismatoglottis erecta M.Hotta
40. Schismatoglottis evelyniae P.C.Boyce & S.Y.Wong
41. Schismatoglottis eximia Engl.
42. Schismatoglottis eymae A.Hay
43. Schismatoglottis ferruginea Merr.
44. Schismatoglottis fossae S.Y.Wong, P.C.Boyce & Aisahtul
45. Schismatoglottis gaesa S.Y.Wong, Aisahtul & P.C.Boyce
46. Schismatoglottis gampsospadix P.C.Boyce & S.Y.Wong
47. Schismatoglottis gangsai S.Y.Wong, Aisahtul & P.C.Boyce
48. Schismatoglottis gephyra P.C.Boyce
49. Schismatoglottis giamensis S.Y.Wong, Y.C.Hoe & P.C.Boyce
50. Schismatoglottis gillianiae P.C.Boyce
51. Schismatoglottis glauca Engl.
52. Schismatoglottis grabowskii Engl.
53. Schismatoglottis guabatuensis S.Y.Wong & P.C.Boyce
54. Schismatoglottis gui P.C.Boyce & S.Y.Wong
55. Schismatoglottis hainanensis H.Li
56. Schismatoglottis harmandii Engl.
57. Schismatoglottis hayana Bogner & P.C.Boyce
58. Schismatoglottis hayi S.Y.Wong & P.C.Boyce
59. Schismatoglottis hendrikii S.Y.Wong & P.C.Boyce
60. Schismatoglottis heterodoxa S.Y.Wong
61. Schismatoglottis hottae Bogner & Nicolson
62. Schismatoglottis ifugaoensis S.Y.Wong, Bogner & P.C.Boyce
63. Schismatoglottis iliata S.Y.Wong & P.C.Boyce
64. Schismatoglottis imbakensis Kartini, S.Y.Wong & P.C.Boyce
65. Schismatoglottis inculta Kurniawan & P.C.Boyce
66. Schismatoglottis jelandii P.C.Boyce & S.Y.Wong
67. Schismatoglottis jitinae S.Y.Wong
68. Schismatoglottis larynx S.Y.Wong & P.C.Boyce
69. Schismatoglottis latevaginata Engl.
70. Schismatoglottis laxipistillata S.Y.Wong, P.C.Boyce & Y.C.Hoe
71. Schismatoglottis lingua A.Hay
72. Schismatoglottis liniae S.Y.Wong
73. Schismatoglottis longispatha W.Bull
74. Schismatoglottis lowiae S.Y.Wong & P.C.Boyce
75. Schismatoglottis maelii P.C.Boyce & S.Y.Wong
76. Schismatoglottis matangensis S.Y.Wong
77. Schismatoglottis mayoana Bogner & M.Hotta
78. Schismatoglottis meriraiensis P.C.Boyce & S.Y.Wong
79. Schismatoglottis merrillii Engl.
80. Schismatoglottis metallica S.Y.Wong, Koens & P.C.Boyce
81. Schismatoglottis mindanaoana Engl.
82. Schismatoglottis minuta Tandang & M.D.Angeles
83. Schismatoglottis mira S.Y.Wong, P.C.Boyce & S.L.Low
84. Schismatoglottis modesta Schott
85. Schismatoglottis monoplacenta M.Hotta
86. Schismatoglottis mons Kartini
87. Schismatoglottis moodii A.Hay
88. Schismatoglottis motleyana (Schott) Engl.
89. Schismatoglottis multiflora Ridl.
90. Schismatoglottis multinervia M.Hotta
91. Schismatoglottis nervosa Ridl.
92. Schismatoglottis niahensis A.Hay
93. Schismatoglottis nicolsonii A.Hay
94. Schismatoglottis pantiensis S.Y.Wong, P.C.Boyce & Y.C.Hoe
95. Schismatoglottis patentinervia Engl.
96. Schismatoglottis pectinervia A.Hay
97. Schismatoglottis pellucida S.Y.Wong, P.C.Boyce & S.K.Chai
98. Schismatoglottis penangensis Engl.
99. Schismatoglottis persistens S.Y.Wong & P.C.Boyce
100. Schismatoglottis petradoxa S.Y.Wong & P.C.Boyce
101. Schismatoglottis petri A.Hay
102. Schismatoglottis pichinensis P.C.Boyce
103. Schismatoglottis platystigma M.Hotta
104. Schismatoglottis plurivenia Alderw.
105. Schismatoglottis pocong S.Y.Wong, S.L.Low & P.C.Boyce
106. Schismatoglottis porpax S.Y.Wong, Kartini & P.C.Boyce
107. Schismatoglottis priapica S.Y.Wong, P.C.Boyce & Kartini
108. Schismatoglottis prietoi P.C.Boyce, Medecilo & S.Y.Wong
109. Schismatoglottis puberulipes Alderw.
110. Schismatoglottis pudenda A.Hay
111. Schismatoglottis pumila Hallier f. ex Engl.
112. Schismatoglottis puncakborneensis P.C.Boyce
113. Schismatoglottis pusilla Engl.
114. Schismatoglottis pyrrhias A.Hay
115. Schismatoglottis ranchanensis S.Y.Wong
116. Schismatoglottis rejangica S.Y.Wong & P.C.Boyce
117. Schismatoglottis reticosa S.Y.Wong, Koens & P.C.Boyce
118. Schismatoglottis retinervia Furtado
119. Schismatoglottis roh S.Y.Wong, Y.C.Hoe & P.C.Boyce
120. Schismatoglottis roseopedes S.Y.Wong, P.C.Boyce & S.K.Chai
121. Schismatoglottis roseospatha Bogner
122. Schismatoglottis saafiei Kartini, P.C.Boyce & S.Y.Wong
123. Schismatoglottis samarensis A.Hay
124. Schismatoglottis schottii Bogner & Nicolson
125. Schismatoglottis scintillans Scherber. & P.C.Boyce
126. Schismatoglottis scortechinii Hook.f.
127. Schismatoglottis sejuncta A.Hay
128. Schismatoglottis serratodentata S.Y.Wong, P.C.Boyce & S.K.Chai
129. Schismatoglottis shaleicola P.C.Boyce & S.Y.Wong
130. Schismatoglottis silamensis A.Hay
131. Schismatoglottis simonii S.Y.Wong
132. Schismatoglottis smaragdina S.Y.Wong, Aisahtul & P.C.Boyce
133. Schismatoglottis subundulata (Zoll. ex Schott) Nicolson
134. Schismatoglottis tahubangensis A.Hay & Hersc.
135. Schismatoglottis tegorae P.C.Boyce & S.Y.Wong
136. Schismatoglottis tessellata S.Y.Wong
137. Schismatoglottis thelephora S.Y.Wong, P.C.Boyce & S.L.Low
138. Schismatoglottis trifasciata Engl.
139. Schismatoglottis trivittata Hallier
140. Schismatoglottis trusmadiensis A.Hay & Mood
141. Schismatoglottis tseui S.Y.Wong & P.C.Boyce
142. Schismatoglottis turbata S.Y.Wong
143. Schismatoglottis ulusarikeiensis S.Y.Wong
144. Schismatoglottis unifolia A.Hay & P.C.Boyce
145. Schismatoglottis venusta A.Hay
146. Schismatoglottis viridissima A.Hay
147. Schismatoglottis wahaiana Alderw.
148. Schismatoglottis wallichii Hook.f.
149. Schismatoglottis warburgiana Engl.
150. Schismatoglottis wongii A.Hay
151. Schismatoglottis zainuddinii Kartini, P.C.Boyce & S.Y.Wong
152. Schismatoglottis zonata Hallier f.